# Biloussiwka (Wosnessensk)
Biloussiwka (ukrainisch Білоусівка; russisch Белоусовка Beloussowka) ist ein Dorf in der ukrainischen Oblast Mykolajiw mit etwa 309 Einwohnern (2021).

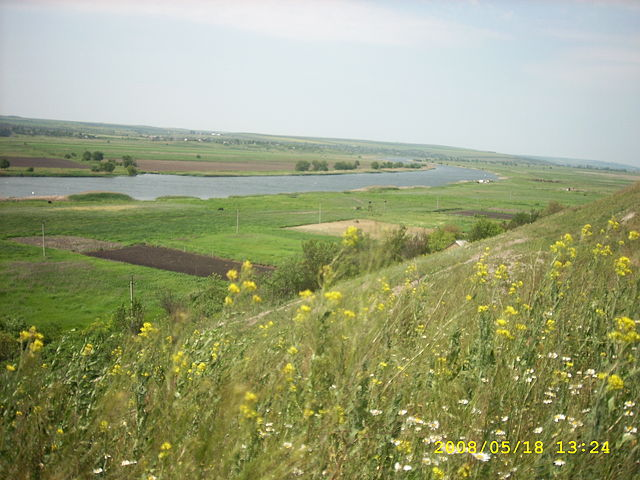
Südlicher Bug bei Biloussiwka

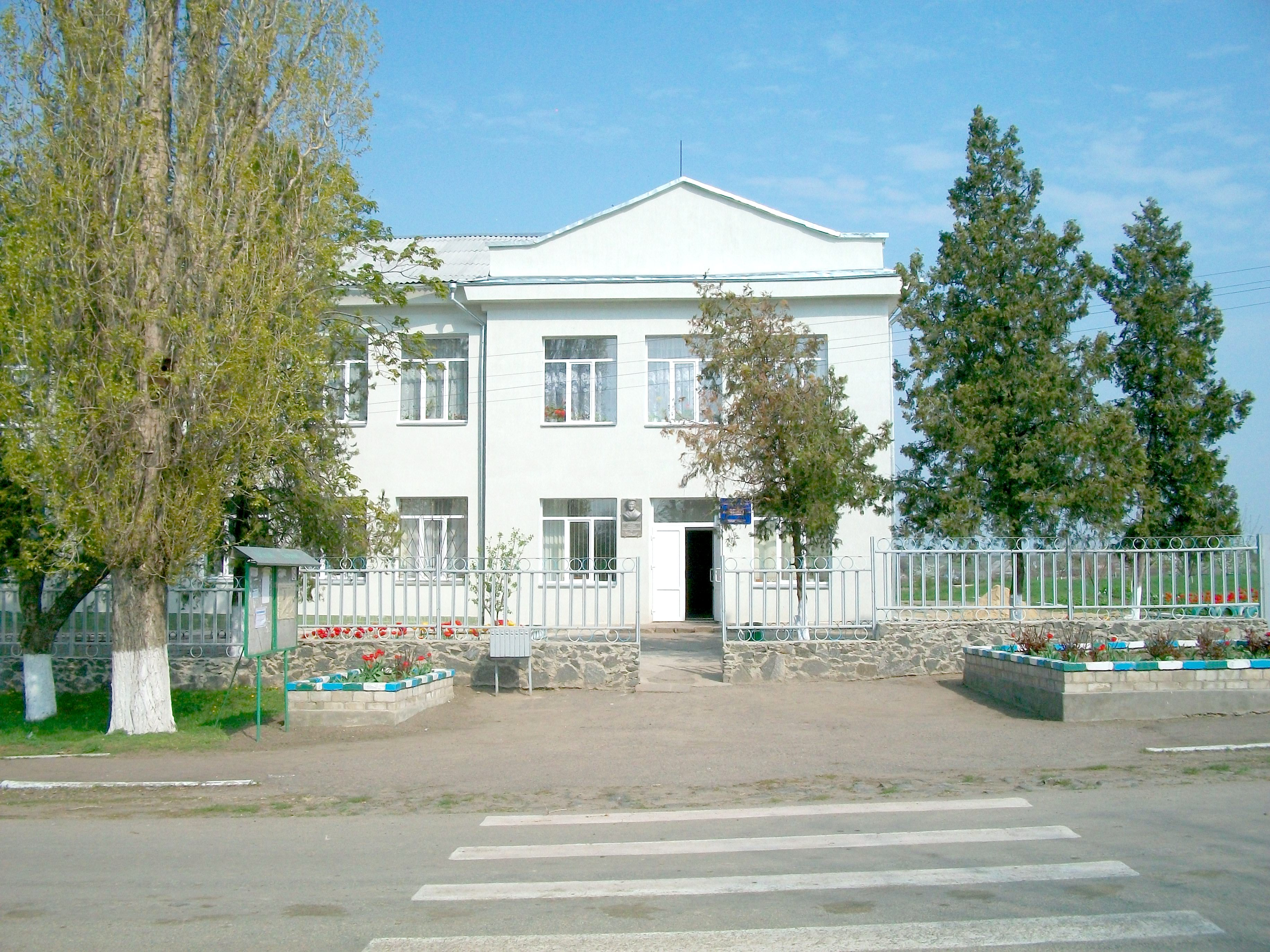
Schule in Biloussiwka

Das 1746 erstmals schriftlich erwähnte Dorf liegt am Ufer des Südlichen Bugs, über die östlich vom Dorf verlaufende Regionalstraße P–06 erreicht man nach 26 km in nordwestliche Richtung das Rajonzentrum Wosnessensk und nach 68 km in südöstliche Richtung das Stadtzentrum der Oblasthauptstadt Mykolajiw.
Am 18. November 2016 wurde das Dorf ein Teil der neugegründeten Landgemeinde Doroschiwka, bis dahin bildete es die gleichnamige Landratsgemeinde Biloussiwka (Білоусівська сільська рада/Biloussiwska silska rada) im Süden des Rajons Wosnessensk.